# Merlin's Return
Merlin's Return (originalets titel: Merlin's apprentice), är ett amerikansk-kanadensiskt fantasy-action-äventyr från 2006 i regi av David Wu med Sam Neill i huvudrollen som Merlin. Filmen hade Sverigepremiär den 28 mars 2007.

## Handling
Efter att Camelot har vunnit kriget mot Mordred ger sig Merlin av för att söka vila. Han tänker sova några månader, men vaknar inte förrän efter 50 år. Camelot är nu förändrat, alla han kände är borta, landet är i kaos och graalen är borta.

## Om filmen
Även om filmen är en uppföljare får den nästan ses som en alternativ tidslinje till den som presenteras i den första serien, Merlin.

## Rollista (i urval)
- Sam Neill - Merlin
- Miranda Richardson - Lady Of The Lake
- John Reardon - Jack
- Christopher Jacot - Graham
- Meghan Ory - Brian/Brianna